# 日本铁路信号
本条目日本铁路號誌是对日本的《》内铁路號誌（包括號誌、號訊、标识）中的號誌作出的详细说明。在该《省令》中，號誌被定义成能为铁路工作人员显示车辆运行条件的设施。
在本条目中，当写出“白灯”而未加特殊说明时，灯泡的颜色一般不要求是严格的纯白。

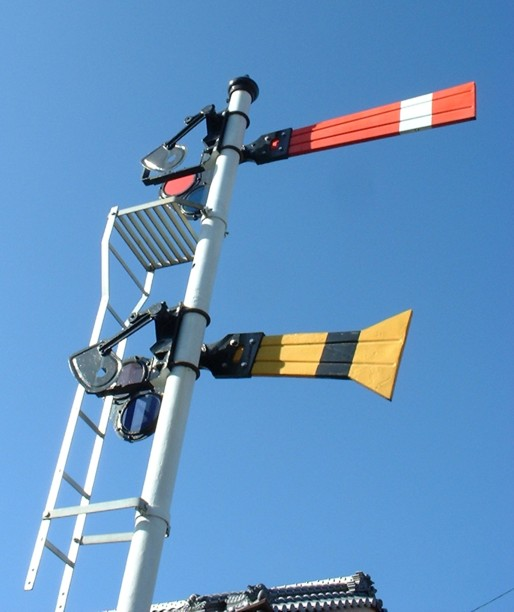
臂木式號誌

回转形特殊號誌发光机

## 概要
日本的铁路號誌最初基于英国技术，之后的发展也一直将英国的路径號誌作为基础。然而，在不断提高的铁路技术的压力与美国技术的影响下，现在的號誌形式已经演变成了路径號誌和美式速度號誌的混合號誌。

## 號誌机

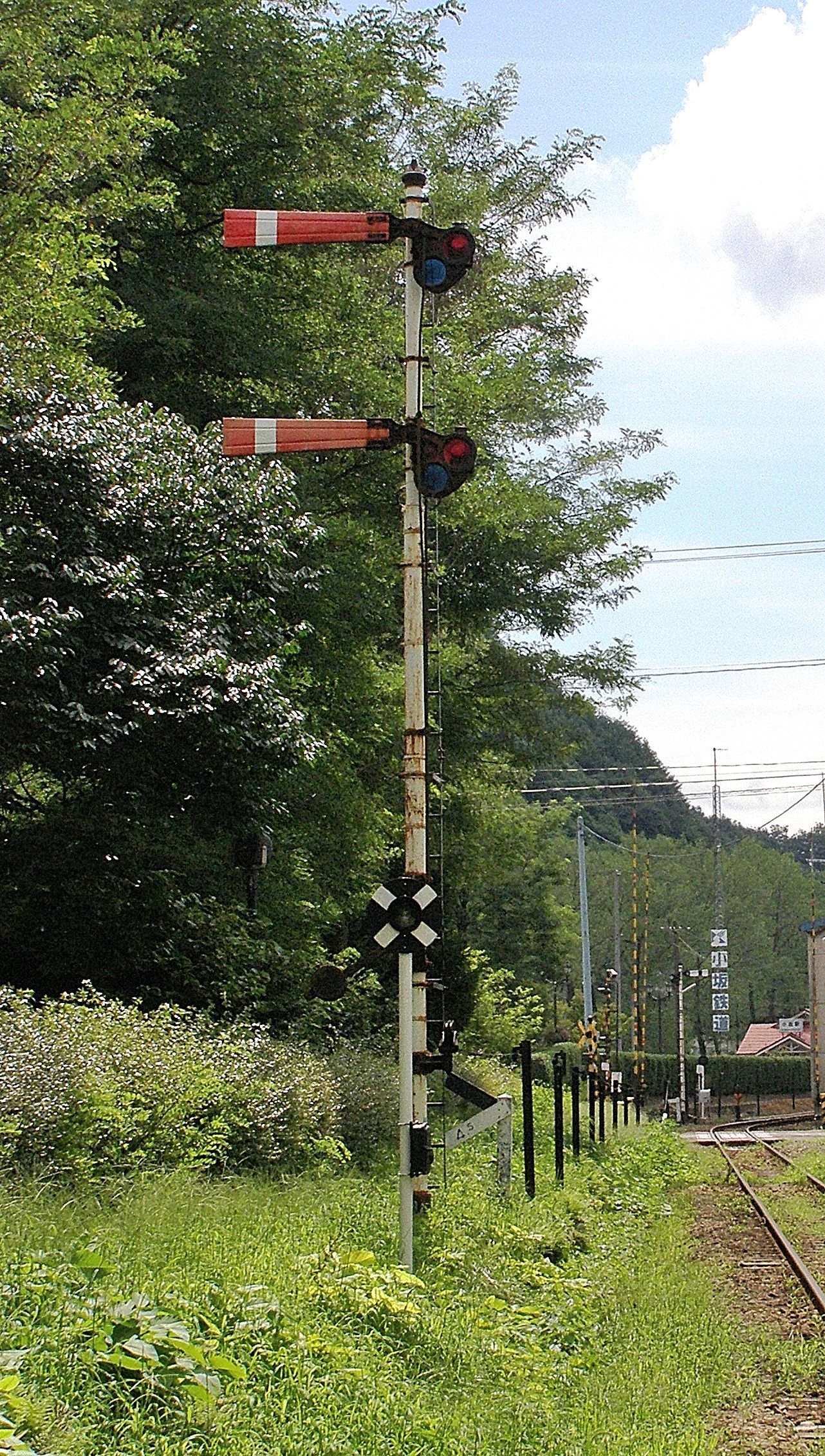
小坂铁路小坂站的臂木式號誌机（现已废弃）

在日本铁路发展的早期，曾使用与人工控制的號誌联动的臂木式號誌机，但现在大多数都已过渡到色灯式號誌机。
2005年6月28日，位于八户线陸中八木站的JR最后一台臂木式號誌机被更换为色灯式，此后其在JR旗下的各车站中绝迹。目前臂木式號誌机在津轻铁道、福岛临海铁道、黑山站分岐新潟东港专用线的部分车站中仍旧继续使用。大手私铁的城市近郊线路近铁长野线在1960年代中期曾使用过臂木式號誌机，但在线路使用ATS系统后臂木式號誌机也已全部被色灯式號誌机取代并绝迹。

### 常置號誌机
常置號誌机是指在线路旁或车辆基地内的某些地方固定装设的號誌机。原则上装设在铁道线路的左侧或者上方，在多条线路相邻时应装设得易于辨别號誌机所属线路。站内、出发、闭塞、远方號誌机的可视距离应大于600米，当受地形等特殊原因限制时也应大于200米。进路表示器、調車號誌机、預告號誌机的可视距离应大于200米，诱导信号机的可视距离应大于100m。

#### 信号显示的种类与显示方式

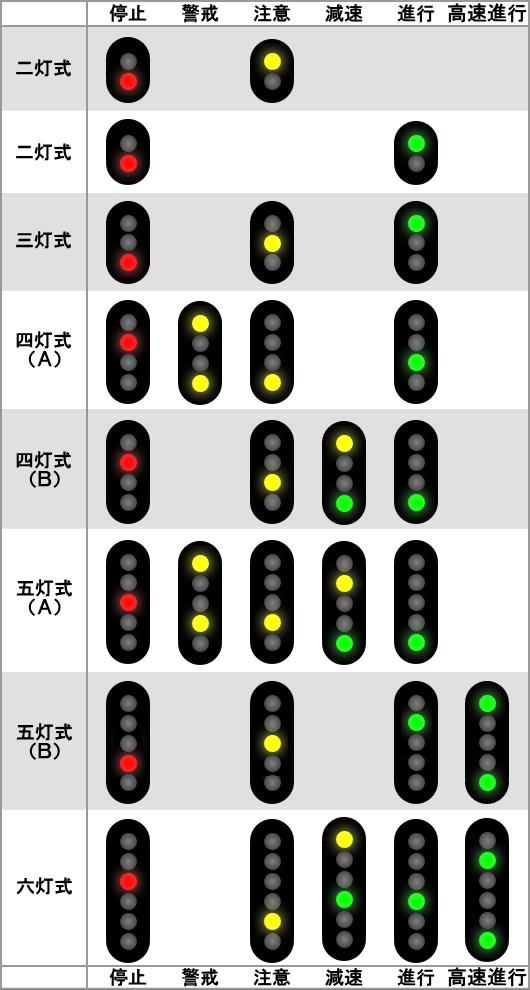
主信号机的显示方式（“○灯式”指灯泡的数目）
四灯式、五灯式的A、B型是为了方便区分而加上的，有时A、四灯式B和五灯式B也分别被称作“警戒（显示）型”、“减速（显示）型”和“高速行进（显示）型”。

信号机的显示与车辆位置的关系图（五灯式A）
注意车辆的位置导致场内、出发信号机和闭塞信号机显示的变化。事实上，为了保持与前车的距离，会连续显示两个以上红灯（停止指示）。

日本的铁路系统中，有显示前方1个闭塞区间状况的“二位式”和显示前方2个以上闭塞区间状况的“三位式”两种显示方式。采用二位式中“绿色”与“红色”两色为基本显示，三位式中则“绿色”、“橙黄色”与“红色”三色为基本显示的色灯信号机。这种信号与公路信号十分相似，但与公路信号最大的差异在于铁路信号采用相反的亮灯顺序（绿→红→黄→绿）以及用亮不同颜色组合的灯（信号显示）来体现前方闭塞区间与速度限制。
色灯信号机使用2-6个灯泡，单灯式现在已被废除。二灯式也有黄、红灯的组合，用于没有必要显示行进信号的线路终点站前的场内信号机、进入待避线用的场内信号机或需减速至注意信号的限速以下的场所。此外在如养老铁道养老线等线路最高速度与注意信号的速度限制（65km/h）几乎相同的场合也可用于闭塞信号。使用了LED灯泡的四灯式可以显示出与五灯式相同的五种显示。一部分不显示行进信号、减速信号的信号机的绿色灯，和不显示注意信号的三灯式（本应使用二灯式，但一些线区并不使用二灯式的信号）的橙黄色灯可以被省略，在这种场合中，设计上仍会预留出1个灯泡的空位。为了保证可辨识性，设计上也保证了在同时点亮两个灯时，这两个灯之间有两个灯以上的空位；而高速行进信号更是会有三个灯的空位。为了更方便看清信号机的显示，背后都安装了背板，场内、出发、闭塞信号机用椭圆形背板，而远方、通过信号机则用方形背板。

##### 高速行进
高速行进显示（GG显示）显示两盏绿灯，指示可以超过130km/h的速度行进。最初在1997年开通的北越急行北北线中引入，其最高速度达140km/h，首次超过了130km/h。此后，在1998年12月速度提升到150km/h，2002年3月达到160km/h。2010年首次被大手私铁京成成田机场线采用。
北越急行北北线的特急“白鹰号”、京成成田机场线的“Skyliner”列车使用此种显示。高速信号显示使用六灯式和五灯式，点亮中间空出三个灯的两盏绿灯时代表“高速行进”没有限速（线路最高速度160km/h），点亮一盏绿灯时代表“行进”限速130km/h。
北越急行和京成的地上设备会接收车载答询机发送的信号（北越急行须前方3个闭塞区间空闲），如果行进速度可能超过130km/h，那么就会显示高速行进。

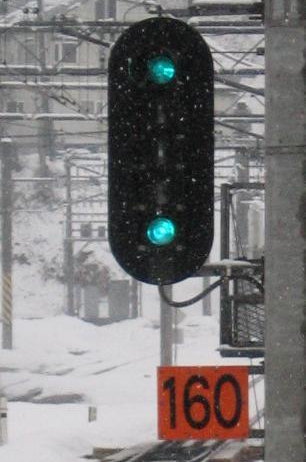
5灯式的高速行进显示（北越急行北北线）
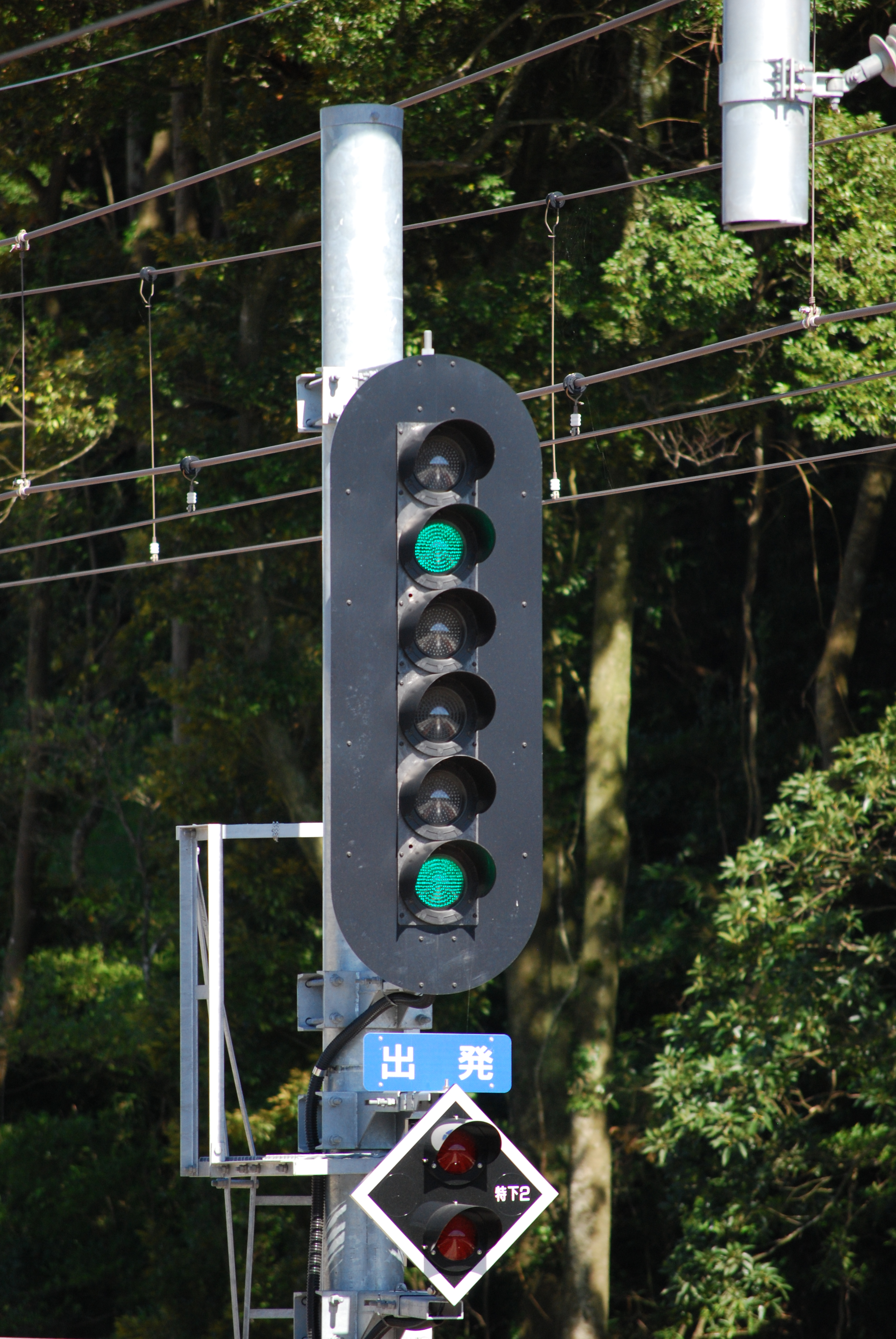
6灯式的高速行进显示（京成成田机场线）

##### 行进显示
行进显示（G显示）显示一盏绿灯，指示可以越过显示处行进，在北北线和京成成田机场线中则指示可在130km/h以下行进。尽管这个显示并不产生速度限制，但仍须遵守不同路线的最高速度、标识等带来的限制。应当指出，当使用车内信号机运转时，应在信号显示的速度之下行进。

##### 减速显示
减速显示（YG显示）显示一盏绿灯和一盏橙黄色灯，指示应预期下一信号机显示警戒信号或注意信号并以50km/h-75km/h的速度行进。应当指出，不同铁路事业者和路线所应用的速度限制可能会有所不同。

##### 限速显示

限速信号显示

限速显示（YGF显示）也被称作闪烁信号，显示每分钟点灭80次的一盏绿灯和一盏橙黄色灯，指示应减速至105km/h以下。在京滨急行电铁品川站-横滨站间（1995年起）、北总铁道北总线、京成成田机场线全线（2010年起，北总部分区间2009年起）中使用。在京滨急行电铁的最高速度由105km/h提高至120km/h时，为了在不移动或增设闭塞区间信号机、不变更闭塞数的前提下确保制动距离而引入。据此，在应用该速度限制时，可在与之前的行进显示相同的距离内停止，因此可以提高最高速度。

##### 注意显示
注意显示（Y显示）显示一盏橙黄色灯，指示应预期下一信号机显示停止信号或警戒信号，或前方有停止位置，并以40km/h至65km/h的速度行进。应当指出的是，不同铁路运营方对应旗下路线所应用的速度限制可能会有所不同。

##### 警戒显示
警戒显示（YY显示）显示两盏橙黄色灯，指示下一信号机显示停止信号、前方有停止位置、闭塞区间短、过走余裕距离短、不允许冒进停止信号等，并以25km/h-30km/h以下的速度行进。不同铁路事业者和路线所应用的速度限制可能会有所不同。

##### 停止显示
停止显示（R显示）显示一盏红灯，指示列车不许越过信号机行进。但是在信号机失灵时，如有运转指令，仍可按指示越过停止显示运转（参考无闭塞运转）。

#### 主信号机
主信号机是指防护（保证没有其它列车）了一段防护区间的信号机。主信号机的防护区间称作信号机的“内方”，主信号机的前方称作“外方”。但是非自动闭塞方式的出发信号机并不具有防护区间，而是只表示信号机后的进路已开通（道岔向正确的方向开通）。非自动闭塞方式时如果未持有路票（不用路票等的连查闭塞式、连动闭塞式、双信闭塞式除外），即使信号机显示行进，也不能从车站出发。

##### 场内信号机

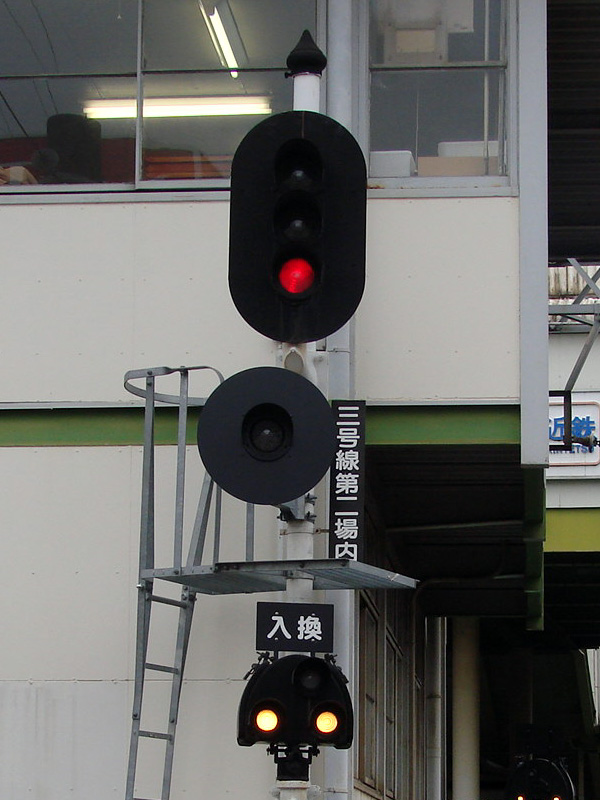
近铁古市站的第二场内信号机（停止显示）
单灯的信号机是诱导信号机

该信号机用以指示可否进入车站内。与后述的闭塞信号机不同，场内信号机属车站管理，是表达站长意图的信号机。这个信号机是绝对信号机（不允许无闭塞运转）。根据车站构造不同，可能设置复数个场内信号机，亦可能在站台内设置场内信号机，此时，自停车场最远端的场内信号机向停车场内（或出发信号机）方向依次称为第一场内信号机、第二场内信号机、第三场内信号机等。为了应对过走的情况，场内信号机设置在最外方道岔的前100m或150m以上的位置以留出余裕。
未设置待避线或折返设备的站的场内信号机有可能被闭塞信号机（根据事业者不同，有称作相当于场内的闭塞信号机）所取代。

##### 出发信号机

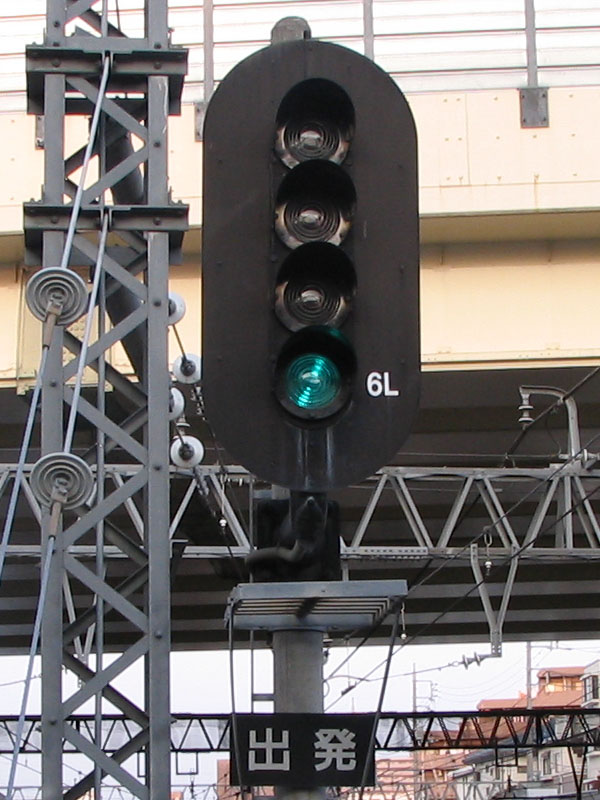
小田急电铁相模大野站的出发信号机（行进显示）

指示可否从停车场出发的信号机，与场内信号机同样是绝对信号机。司机在确认“出发”信号机“行进”显示（右图）时会呼唤“出发行进”，同理，在出发信号机显示注意信号时呼唤“出发注意”，警戒信号时“出发警戒”，减速信号时“出发减速”等。根据车站构造不同，可能设置复数个出发信号机，此时，自停车场最近端的出发信号机依次称为第一出发信号机、第二出发信号机、第三出发信号机……等。应当指出，未设置待避线或折返设备的站的出发信号机有可能被闭塞信号机所取代，这时，有的事业者会要求司机呼唤“出发“相当”行进”。出发信号机设置在最内方的道岔前20m以上的位置、或车辆接触限界标识前。

##### 闭塞信号机

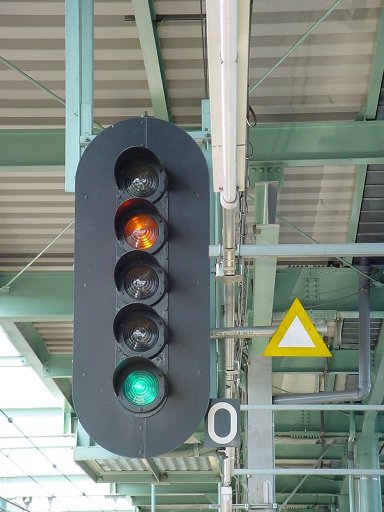
小田急电铁下北澤站的第0闭塞信号机（减速显示）

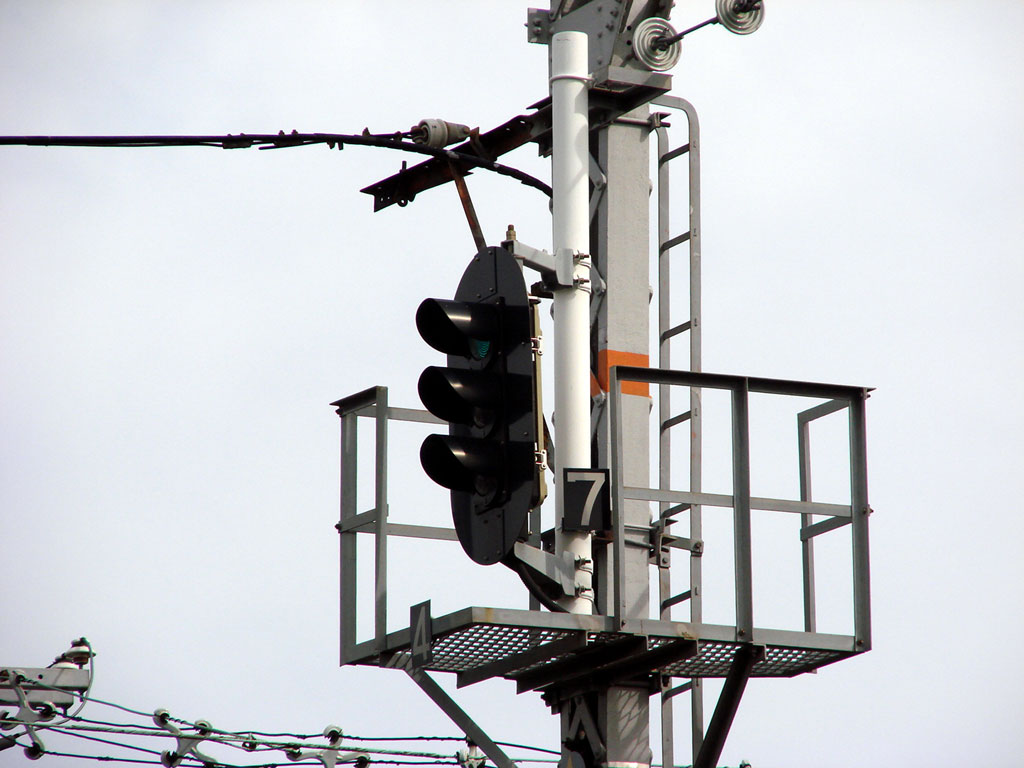
JR西日本一些线区的闭塞信号机

是在施行自动闭塞方式的闭塞区间的起点设置的信号机，是为了避免与前方运行的列车发生追尾而设置的。
闭塞信号机主要靠序号区别。
- 从场内信号机外方起为第一闭塞信号机、第二闭塞信号机、第三闭塞信号机……等（越接近下一站数字越小），或
- 使用线路的里程与唯一编号组合出序号

因为与前方信号机联动，这种信号机的动作并不像场内、出发信号机那样能被人为操控。闭塞信号机的显示是由其内方有无列车决定的。
在稠密输送路线上，尖峰时刻特别拥挤的车站可能在站台中央附近设置闭塞区间并放置闭塞信号机，这样前一列车发车后下一列车就可进站台。这被称作“站台中间信号机”或“第0闭塞”（图。根据车站构造不同，也可能设置第01闭塞、第02闭塞等复数个区间）。一部分站将这种信号机归为场内信号机，与站台前的场内信号机一同编号为“第○场内”。此外，在使用东京圈输送管理系统（ATOS）的线区中，未设置场内信号机和出发信号机的站（停留所）其闭塞信号机会贯通编号，间隔也会变得更狭窄，使得“第○十○闭塞信号”这样的两位数编号变得很常见。这种时候部分会被定义为相当于出发、场内的闭塞信号机。
另一方面，西日本旅客铁道（JR西日本）一部分线区的停留所前第0闭塞的闭塞信号机被称为“相当于场内信号机的闭塞信号机“，运转用的闭塞信号机序号会放在正面（右图中“4”），同时设置时的序号会放在侧面（右图中“7”）。两停车场间的闭塞信号机序号将会被修改而不会贯通编号。
在私铁中，铁路事业者通常不使用第○闭塞的称呼，而是使用自己的方法通过里程和上下行的奇偶分别来编号（如京阪电气铁道)。

##### 诱导信号机

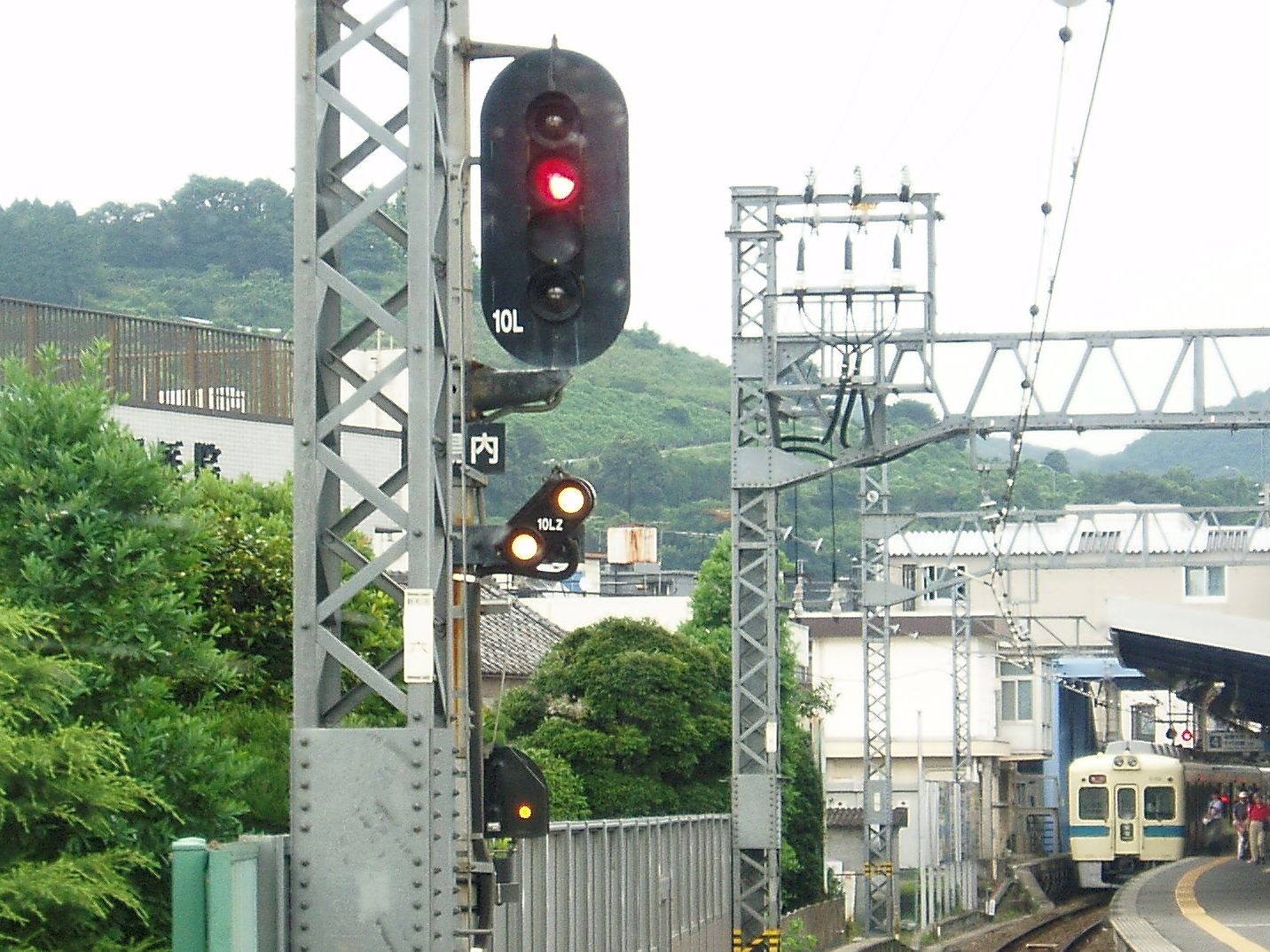
诱导信号机一例（灯列式，场内信号机下部斜向的两盏灯）

通常铁路的安全是靠每1个闭塞只能有1列车保障的。但如果遵守这条规则，2列车（车辆）的连挂就变得不可能了（2车辆需要进入同一个闭塞之后才能连挂）。在站内进行入换时，设置诱导信号也可避免在操车员的指示下移动车辆、分割合并定期车辆、更换机车时可能带来的不便与效率低下。诱导信号机的行进显示指示允许2列车（或1列车和1车辆）进入1闭塞这种特殊情况。
诱导信号机原则上并设在站或信号场的场内信号机或入换信号机的下部。受到诱导信号机诱导的列车，允许以15km/h以下的速度行进。如予赞线松山站与南海高野线桥本站中，需要设置诱导信号机以使两列车能面对面停在未分割的閉塞中，因这就是前述1闭塞2列车的情况。但如京阪电气铁道淀屋桥站、西武铁道池袋站、京成电铁成田机场站这种闭塞已经分割的场合，则就无必要设置（淀屋桥站进入4道时看第3场内，4道出发时看第1出发信号机）。
有灯列式和色灯式两种，平时均不亮灯。当需要列车进入时亮灯，灯列式显示斜向45度的两盏白灯，色灯式显示黄灯。

##### 入换信号机
是为在车辆基地与站场内进行入换作业的车辆显示的信号机，不用于列车运转。入换信号机有防护区间，其内方允许以45km/h（通过未锁闭道岔则为25km/h）以下的速度行进。
入换信号机有灯列式和色灯式两种。灯列式通过两盏白灯的排列显示行进、停止，多被JR和第三部门采用。京成电铁与近畿日本铁道的部分场所有设置通过两盏白灯显示进行、限制、停止的入换信号机。色灯式则显示绿灯为行进，橙黄为注意，红灯为停车，多被大手民铁与地下铁采用（如阪急电铁或阪神电气铁道），地下铁为了适应较狭的隧道，经常使用窄的纵形。
| 信号显示 | 2位式      | 3位式      |
| -------- | ---------- | ---------- |
| 停止信号 | 白色灯水平 | 白色灯水平 |
| 注意信号 | 无         | 白色灯斜向 |
| 行进信号 | 白色灯斜向 | 白色灯垂直 |

在新干线中，该信号被称为“地上信号机”，并使用灯列式。在一些ATC车内信号显示机能缺少入换模式或没有入换信号显示机能的线区，车站为了应急入换、车辆基地为了通常用会设置这种信号机。
当用灯列式时，“入换信号机识别标识”的紫灯（右图下部的单色灯）亮灯时代表为入换信号机，不亮灯时则代表为“入换标识”。但是，新干线中的定义恰好相反，该灯也被称为“入换标识识别标识”。
作为入换信号机时与闭塞信号机一样有防护区间，根据当前显示，司机可以运转车辆进行入换。入换标识则不属于铁路信号而属于铁道标识分类，没有防护区间。关于入换标识，可参考铁道标识#入换标识。
应当指出，铁路事业者会省去入换信号机识别标识，而将入换信号机的白灯换为紫灯来表明这是入换标识。「入换」「入换标记」后也会注上牵出线的序号。

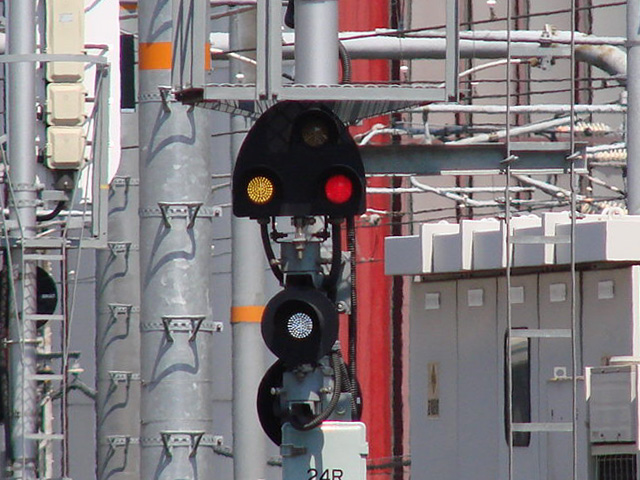
入换信号机（灯列式）
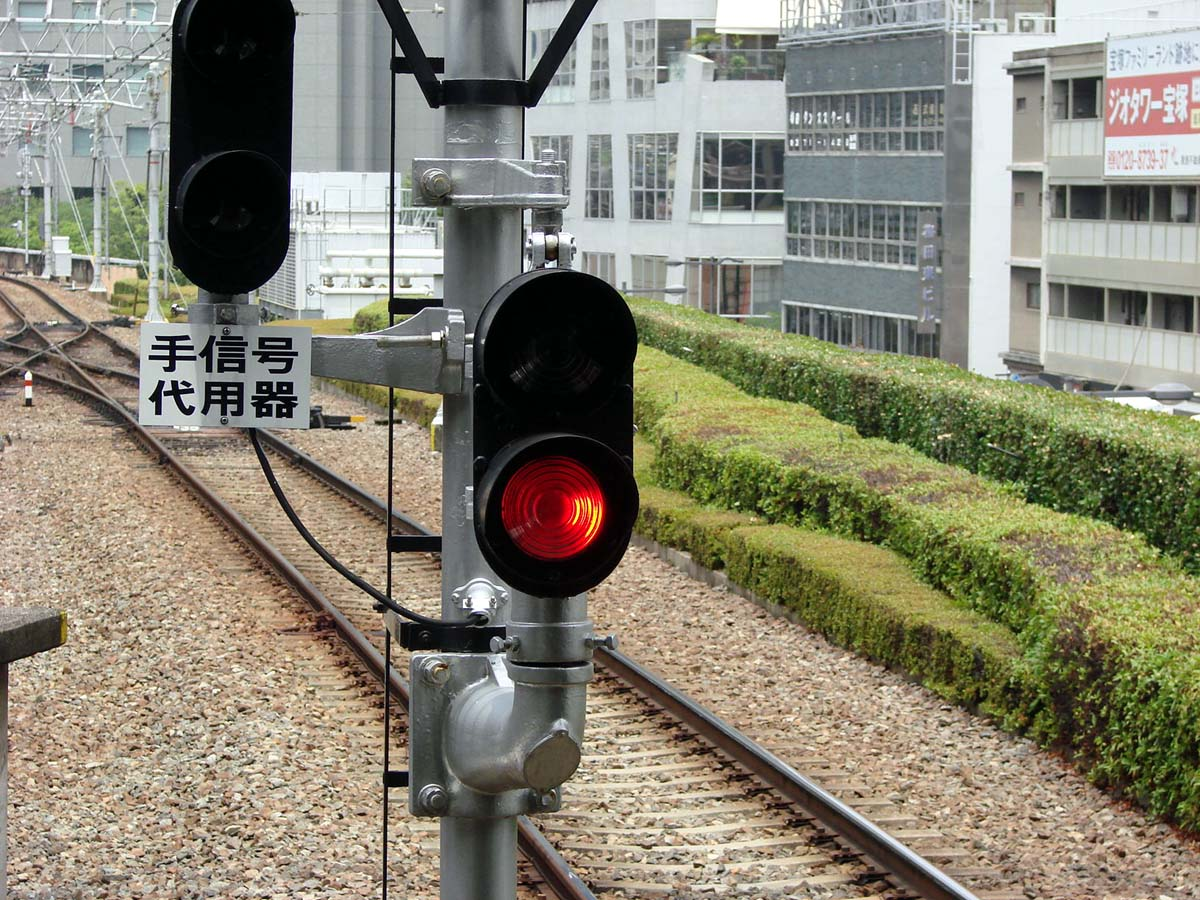
入换信号机（色灯式）
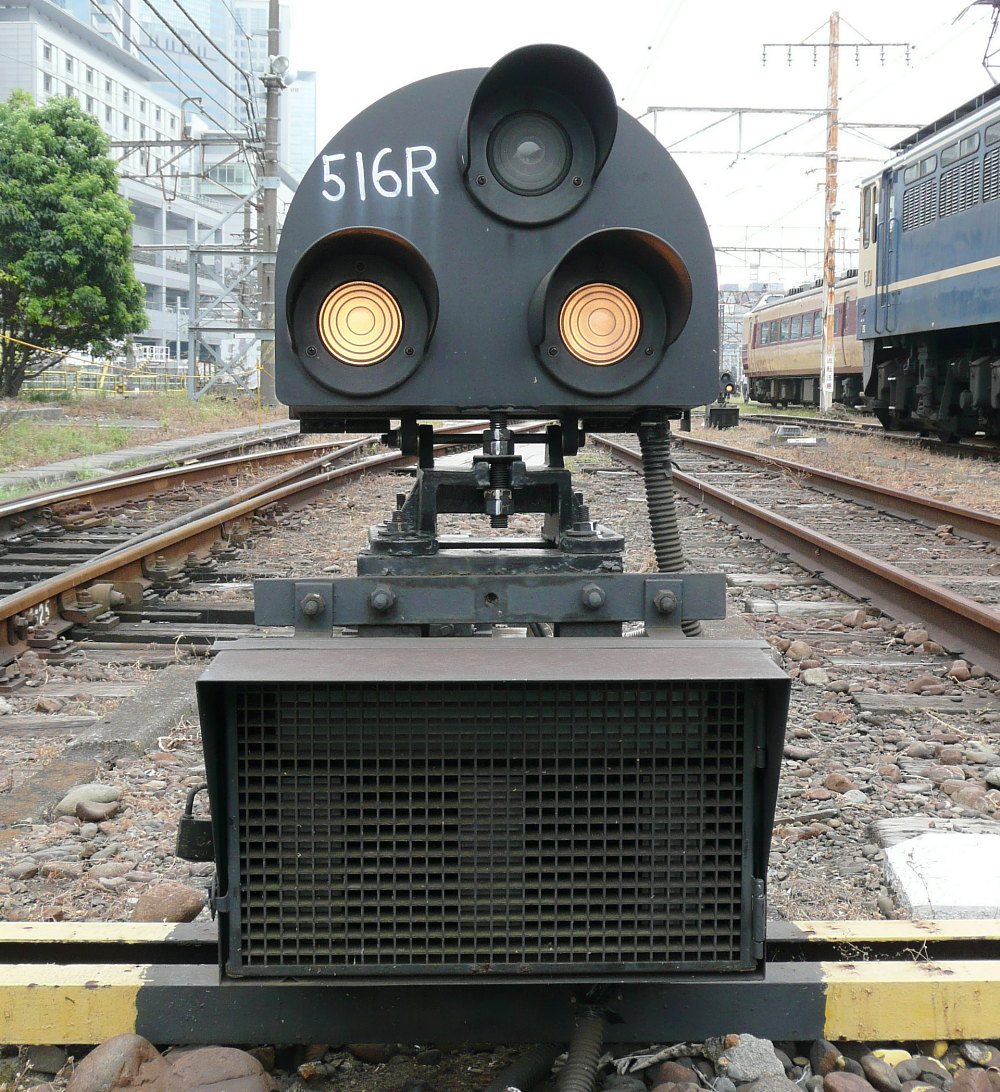
入换标识

#### 从属信号机
从属信号机是与一信号机的显示联动，并预告该信号机的显示的信号机。从属信号机与主信号机的不同在于其没有防护区间。
铁路车辆不像汽车，其制动减速需要较长的时间，在高速运行时如果看到警戒、停止信号太迟，来不及进行减速、停止就可能导致超速或冒进信号（冒进到停止显示的信号机内方）。因此在距离信号机较远处设立预告信号，可以促使司机注意，并在到达前方信号前将速度减低到合适的程度。

##### 远方信号机

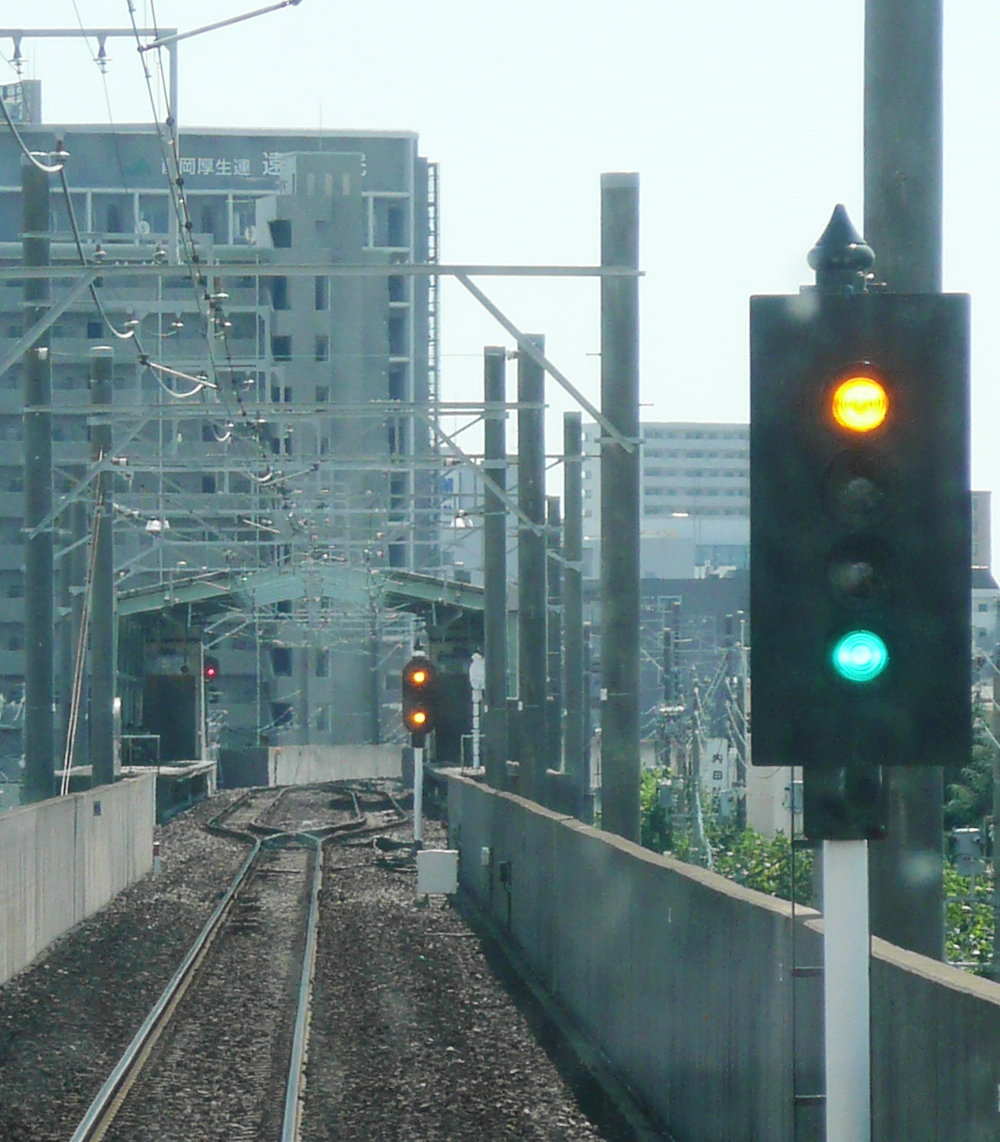
远方信号机（减速显示）的背板为方形，与场内信号机不同

主要在单线区间未自动闭塞的站间（或闭塞区间连续1区间的站间）场内信号机的外方设置。或因地形因素前方视野受阻时，为了确保场内信号机的确认距离，设置场内信号机的从属，以预告其显示。从属信号机与其内方的主信号机显示同样的限制条件。
应当指出，在自动闭塞区间（单线站间只有1闭塞的区间除外）使用中继信号机。
下表显示场内信号机的显示与其从属的远方信号机的显示间的对应。
| 远方信号机的显示 | 场内信号机的显示   |
| ---------------- | ------------------ |
| 注意信号         | 停止信号           |
| 减速信号         | 警戒信号、注意信号 |
| 行进信号         | 行进信号           |

远方信号机不会显示停止信号，也不存在代表停止的红灯。此外，场内信号机显示停止时远方信号机显示注意信号。
有减速显示的远方信号使用与四灯式色灯信号机相同的排列，红灯位置留空。只有注意、行进显示的远方信号将二灯式的红灯换为橙黄色灯使用。任何情形下背板（如存在）都为方形，以与主信号机相区别。

##### 通过信号机
在站场内前方视野不好时，为了确保出发信号机的确认距离设置的出发信号机的从属，预告其显示。
场内信号机只设置二位式（停止、行进）时，通过信号机在其下竖直设置，其二位式的背板采用方形以与通常的主信号机相区分。
下表显示出发信号机的显示与其从属的通过信号机的显示间的对应，应当指出，其也受到场内信号机的显示的影响。
| 场内信号机的显示 | 出发信号机的显示 | 通过信号机的显示 |
| ---------------- | ---------------- | ---------------- |
| 停止信号         | 不相关           | 注意信号         |
| 行进信号         | 停止信号         | 注意信号         |
| 行进信号         | 指示可行进的信号 | 行进信号         |

应当指出，通过信号机不会显示停止信号，也不存在代表停止的红灯。当有复数个出发信号机时，一台出发信号机设置一台对应的通过信号机。

##### 中继信号机

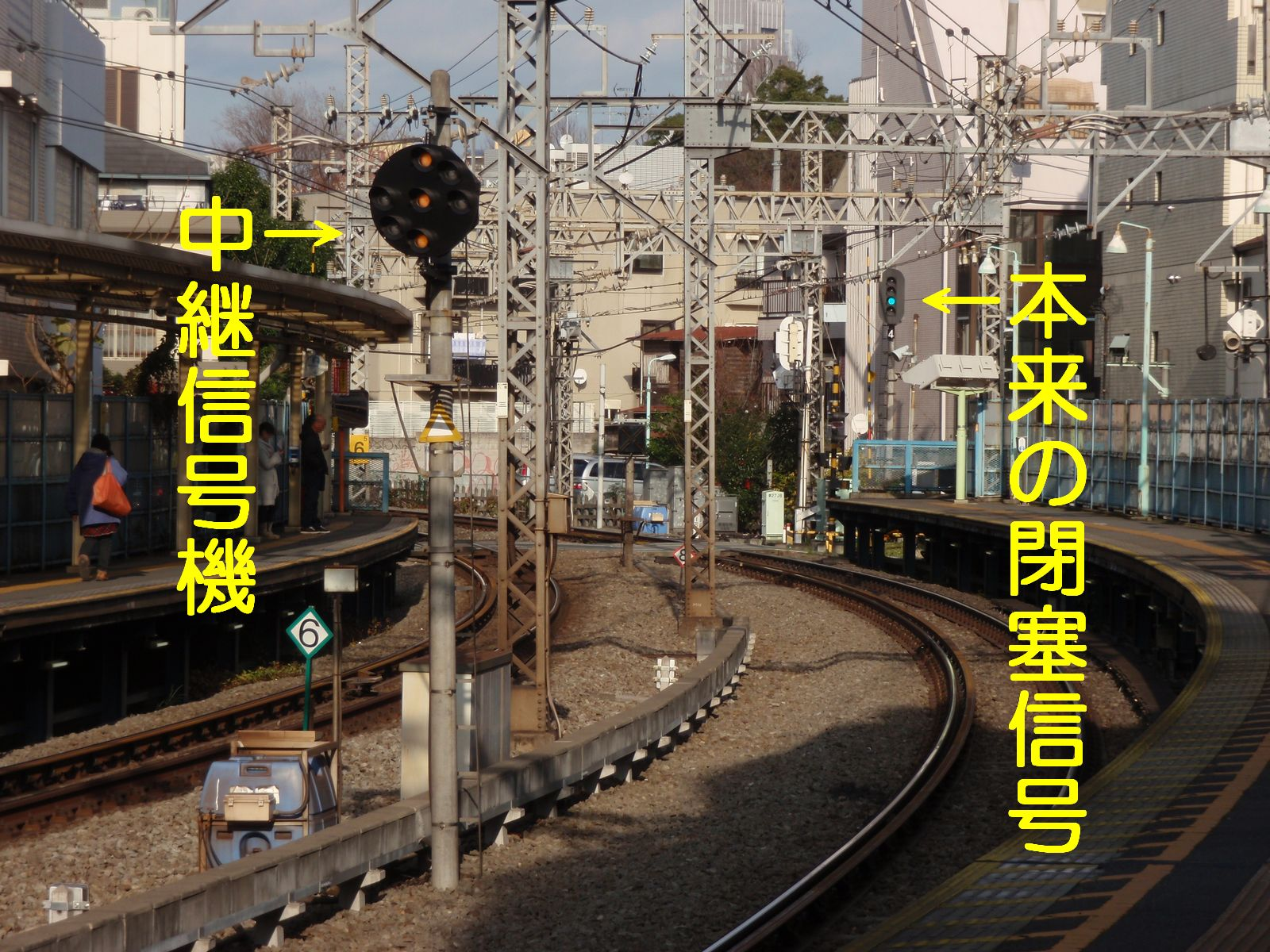
中继信号机设置举例

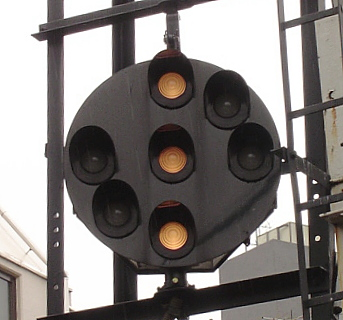
中继信号机（灯列式）

中继信号机是实行自动闭塞、特殊自动闭塞的区间中场内、出发、闭塞各信号机的从属。在受到地形或雪、雾等天气条件制约视野时在应确认信号的地点看不到主体信号机的显示，或因为周边建筑物或地形方面的因素制约无法直视闭塞信号机时，为了补充确认距离而设置信号机。
应当指出，在2010年时阪急电铁没有任何中继信号机，但是阪急电铁的完全子会社能势电铁在2010年前设置了几处，其所服务的神户高速铁道亦设置了。此外，在1990年代京滨急行电铁中还不存在中继信号机，1998年京急空港线设置了两处。
灯列式
通过三盏白灯的排列区分主体信号机的显示。
| 中继信号显示 | 排列           | 主体信号机的显示             |
| ------------ | -------------- | ---------------------------- |
| 行进中继信号 | 白灯垂直       | 行进信号                     |
| 限制中继信号 | 白灯斜左下45度 | 减速信号、注意信号、警戒信号 |
| 停止中继信号 | 白灯水平       | 停止信号                     |

因为中继信号机只是主体信号机显示的中继，所以在其显示处并不应用速度限制。此外，多数情况下在中继信号机的设置处都是主体信号机的确认（呼唤）处。
存在高速行进的北越急行北北线、京成成田机场线使用竖排两个信号机，当显示高速时两个都显示竖线，行进及以下信号时上面的信号机不亮灯，只有下面的显示。
在新干线铁路中称作“地上中继信号机”，作主体地上信号机的中继。

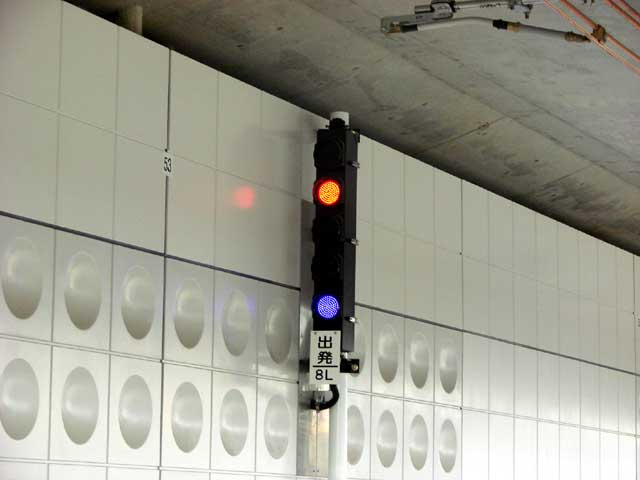
中继信号机（色灯式）

| 信号显示     | 排列           | 主体地上信号机的信号显示 |
| ------------ | -------------- | ------------------------ |
| 行进中继信号 | 白灯斜左下45度 | 行进信号                 |
| 停止中继信号 | 白灯水平       | 停止信号                 |

色灯式
在地下铁等设置圆形的中继信号机较困难的场合，会设置带有中继信号机标识（始终亮着的一盏紫灯）的普通色灯信号机，其显示与主体信号机相同（重复显示）。

#### 信号附属机
作为场内信号机、出发信号机和入换信号机的附属。

##### 进路表示机
停车场通常会为1条进路设置一组场内信号机、出发信号机，但在空间不足等设置同样数量的信号机困难的场合，1台信号机就可能显示复数条进路的信号。“进路表示机”即用来表示许可进入哪条进路。
通过设置与进路的位置关系相对应（最大3个方向）的灯列，使其指向开通的线路来表示。对于有3条进路以上的场内信号机，会使用“进路表示机（多进路用）”来显示出进路所对应的数字。通过灯列的形状与文字两种方式来表示进路的开通状态。在站场内，场内信号机多用3进路或多进路用的进路表示机，出发信号机多用2进路的。另外，入换信号机的进路表示机多用3进路或多进路的。

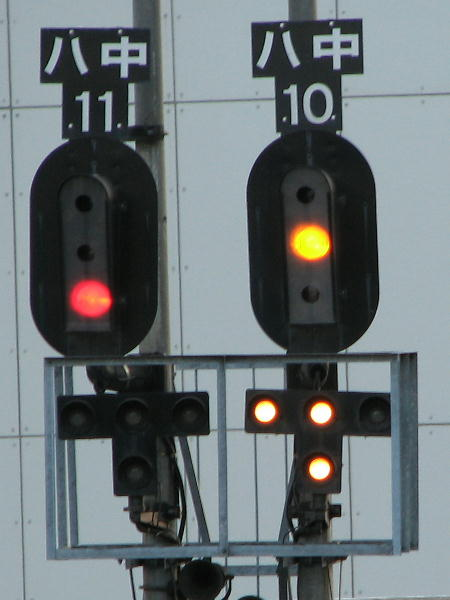
进路表示机（2进路用）
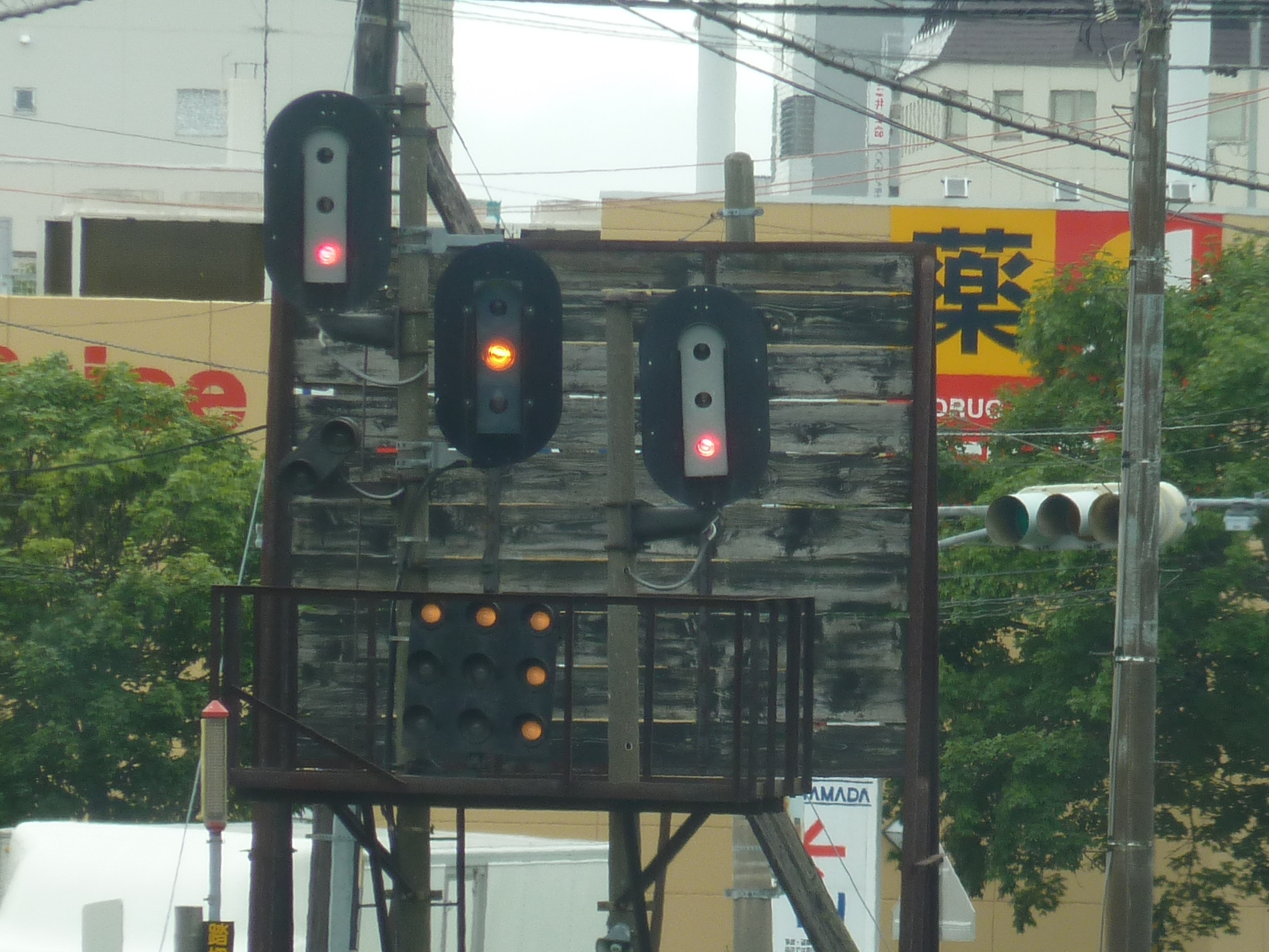
进路表示机（3进路用）
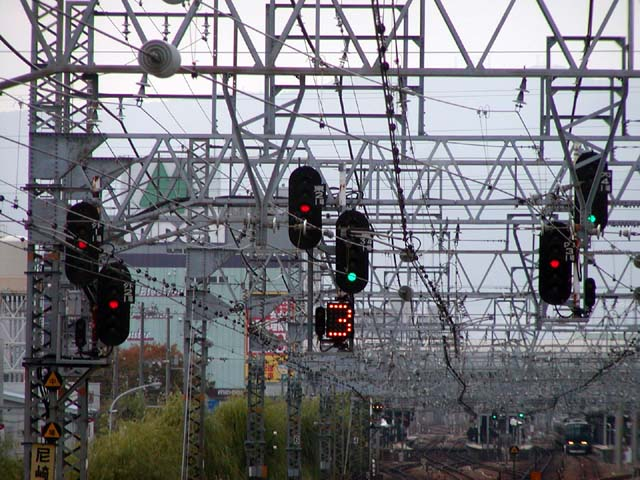
进路表示机（多进路用）

##### 进路预告机

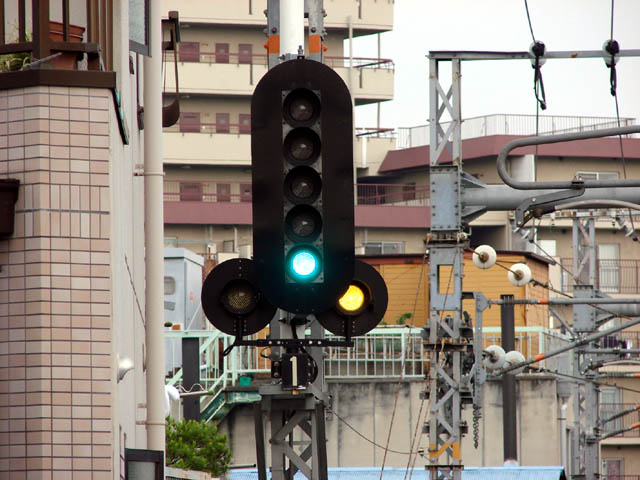
进路预告机（灯列式）

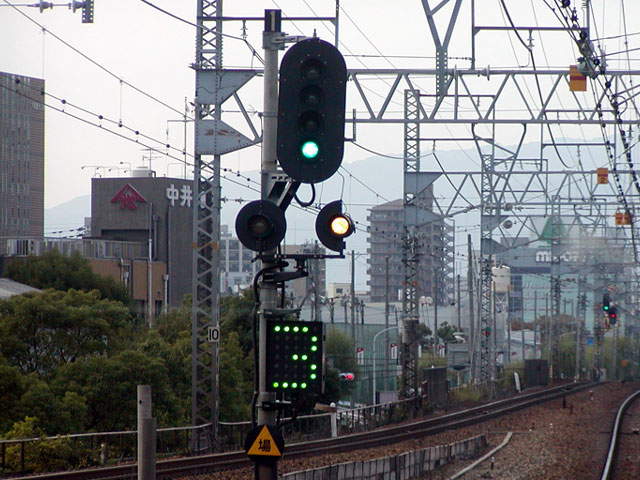
进路预告机线路表示灯

当设置了复数个场内、出发信号机，即有多条进路时，并且信号机确认距离过短。
右图表示正线右方的进路已经开通。
| 亮灯状态     | 分岔方向                   | 分岔方向              | 分岔方向              |
| 亮灯状态     | 正线与左右侧 3个分岔的情况 | 正线与左侧 分岔的情况 | 正线与右侧 分岔的情况 |
| ------------ | -------------------------- | --------------------- | --------------------- |
| 左右两侧亮灯 | 开通正线                   | 开通正线              | 开通正线              |
| 左侧亮灯     | 开通左侧                   | 开通左侧              | 不适用                |
| 右侧亮灯     | 开通右侧                   | 不适用                | 开通右侧              |

有些事业者多会使用“←”“↑”“→”样的箭头。当进路预告机需要预告3条以上进路时，就会靠显示数字的进路预告机线路表示灯来加以区分。为了避免与进路表示机相混，会显示绿色的数字。（要进3道时就会显示绿色的“3”）。
一些不同的例子，如京成电铁青砥站-京成高砂站间用“ウ”（上野方向）、“オ”（押上方向） ，名古屋铁路用“本”（名古屋本线）、“津”（津岛线）、“常”（常滑线）待避线用“本”（本线）、“上”（上行副本线）。使用片假名、汉字、数字的进路预告机都有设置。

### 常置信号机相关用语

#### 指示可行进的信号
警戒显示、注意显示、减速显示、行进显示、进行显示、告诉显示、诱导信号等，指示可以越过显示处运转，因此又称“指示可行进的信号”。应当指出，在信号机不亮灯时，应该看作其正在显示最严格的信号。也就是说，当有停止信号显示的信号机发生失灵不能正常亮灯时，列车应该在信号机外方停止。

#### 绝对信号机与容许信号机
场内信号机和出发信号机是受车站管理的信号机，是表明站长是否允许进入与离开车站的信号机。除了有手信号在进行诱导时，这种信号机的信号显示是绝对不能违背的。这种信号机被称为“绝对信号机”。闭塞信号机与场内、出发信号机不同，在车站间无分岔的直线路上时，因为派遣职员进行诱导较耗时间，在停止信号前停止1分钟后，如怀疑信号或设备可能故障，则可以越过停止信号按无闭塞运转、闭塞指示运转行进。这是与绝对信号机相对的“容许信号机”。

### 车内信号机

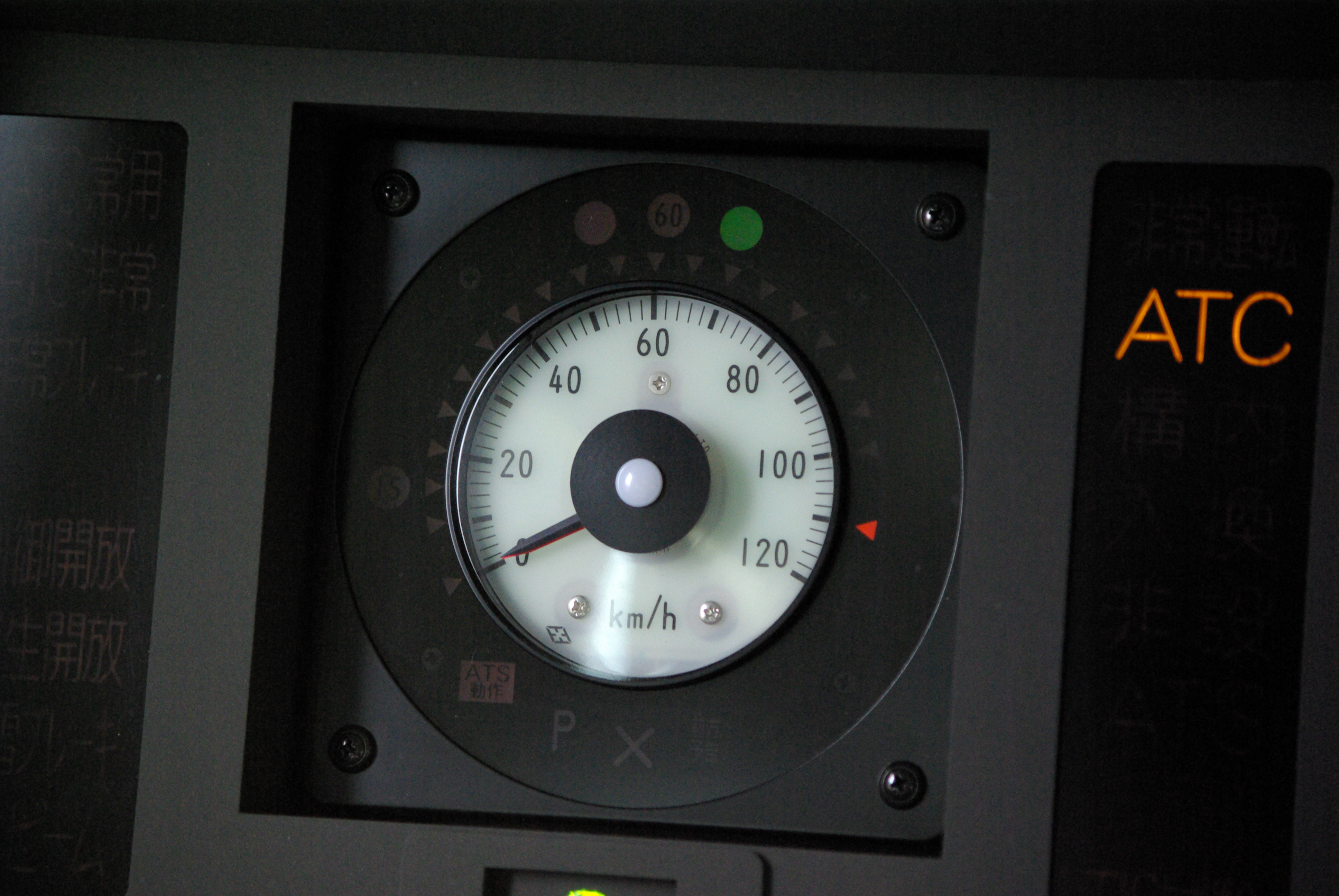
车内信号机

车内信号机是为进入、进出停车场的列车，进入闭塞区间的列车和入换运转的车辆显示信号的设备。山手线、京滨东北线、新干线与地铁等使用列车自动控制系统（ATC）的路线中，信号机位于车辆的驾驶台上。
如在山手线中，速度计周围有多个指示灯，对应目前的最高速度的会被点亮。在新干线中，因列车高速运行时看不清车外信号灯的可能性高，且事故一旦出现将具相当规模而采用车内信号机。

### 临时信号机
在因为工事等需要临时限制列车速度时会设置临时信号机。尽管它们看上去像是标识，在技术上仍被归类为信号机。

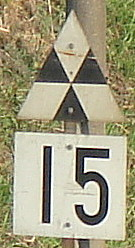
徐行预告信号机
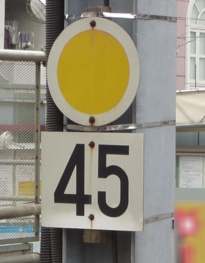
徐行信号机
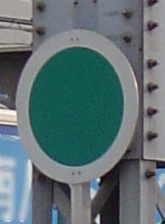
徐行解除信号机

#### 徐行预告信号机
该信号机预告前方设置有徐行信号机，在需要时设置于徐行信号机之前。由黑色与白色的三角形组成，其下方显示速度限制。有些事业者在上方三角形表示板的白色部分使用荧光橙色。

#### 徐行信号机
徐行信号机在速度限制区间的起点设置，由黄色的圆形表示，其下方显示速度限制。

#### 徐行解除信号机
徐行解除信号机在速度限制区间的终点设置，由绿色的圆形表示。但与速度限制解除标识相同的是，列车必须在尾端通过徐行解除信号机之后才能开始加速。比如编成长160米的列车需在信号设置位置前进160米后才能开始加速到徐行速度限制以上。有时为了降低司机的负担，在司机所处位置能看到的地方会设置表示几辆编成列车尾部已通过徐行解除信号的“徐行解除目标”（如对于10辆编成的列车，在绿三角框内写“10”）。

### 信号机的停止使用与停止显示

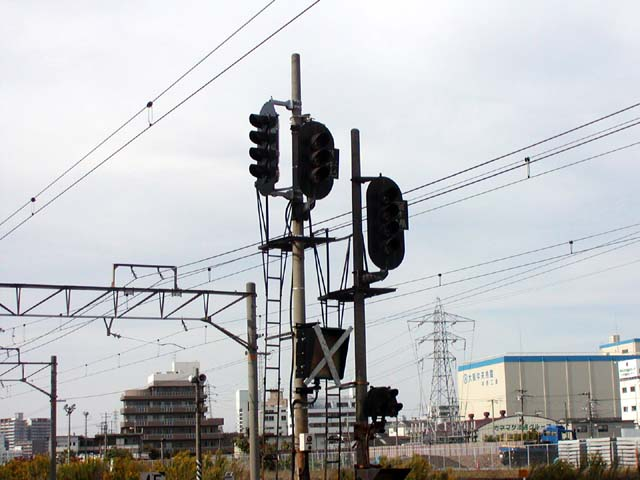
信号机的停止使用

- 在信号机前面装设上×形的白色木片
- 用一块木头或塑料将信号机遮盖
- 将信号机转向侧方

## 手信号
在信号机发生故障且替换用信号机还没有设置时，使用信号旗或手持信号灯显示的信号。

### 代用手信号
当场内信号机、出发信号机以及车内信号机不能正常使用时，用作取代它们的主信号机。通称“手代”。应当指出，车站通常设置手信号代用器来显示手信号，也存在一些预先已确定下代用手信号显示位置的站。
手信号代用器是指可树立作其它信号机的与常置型不同的可搬动的物品。此外，新干线铁路所树立的手信号代用器只有行进显示一盏灯，被称作“行进手信号代用器”。这种代用器会与无此显示的地上信号机并设使用。

### 通过手信号
当通过信号机不能正常使用时，用作取代它的信号机。

### 临时手信号
有必要使用的代用手信号、通过手信号以外的手信号。临时手信号包括停止信号、徐行信号、行进信号。

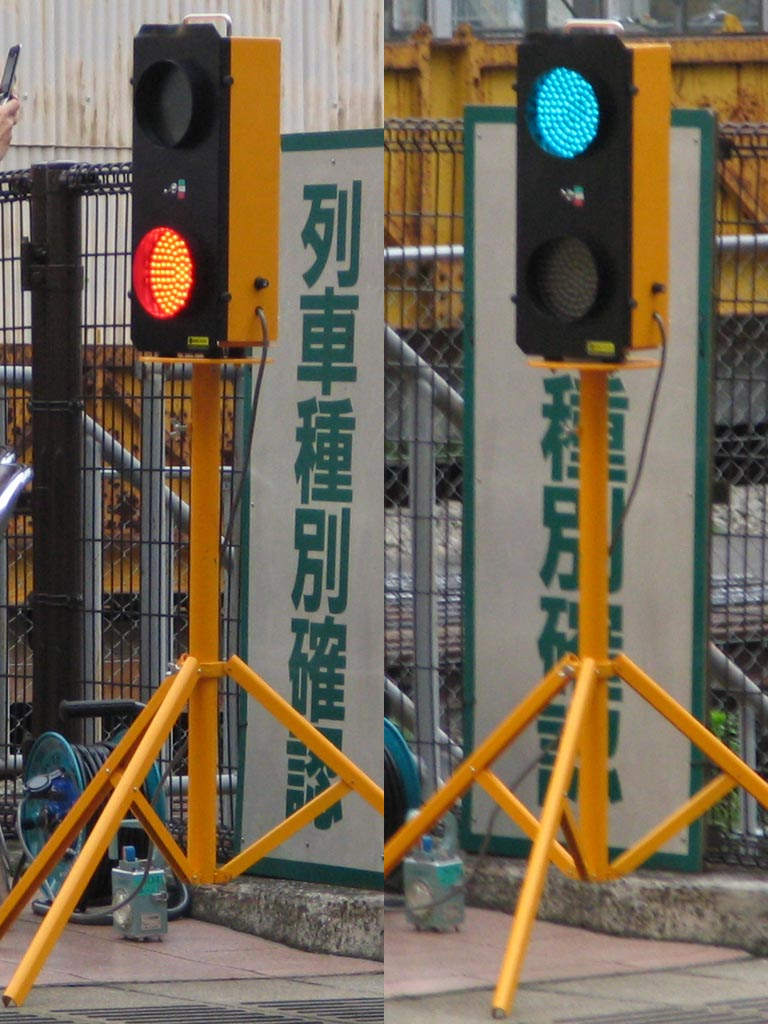
手信号代用器
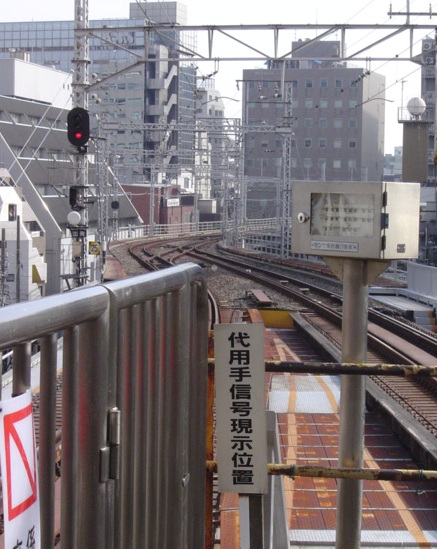
代用手信号显示位置
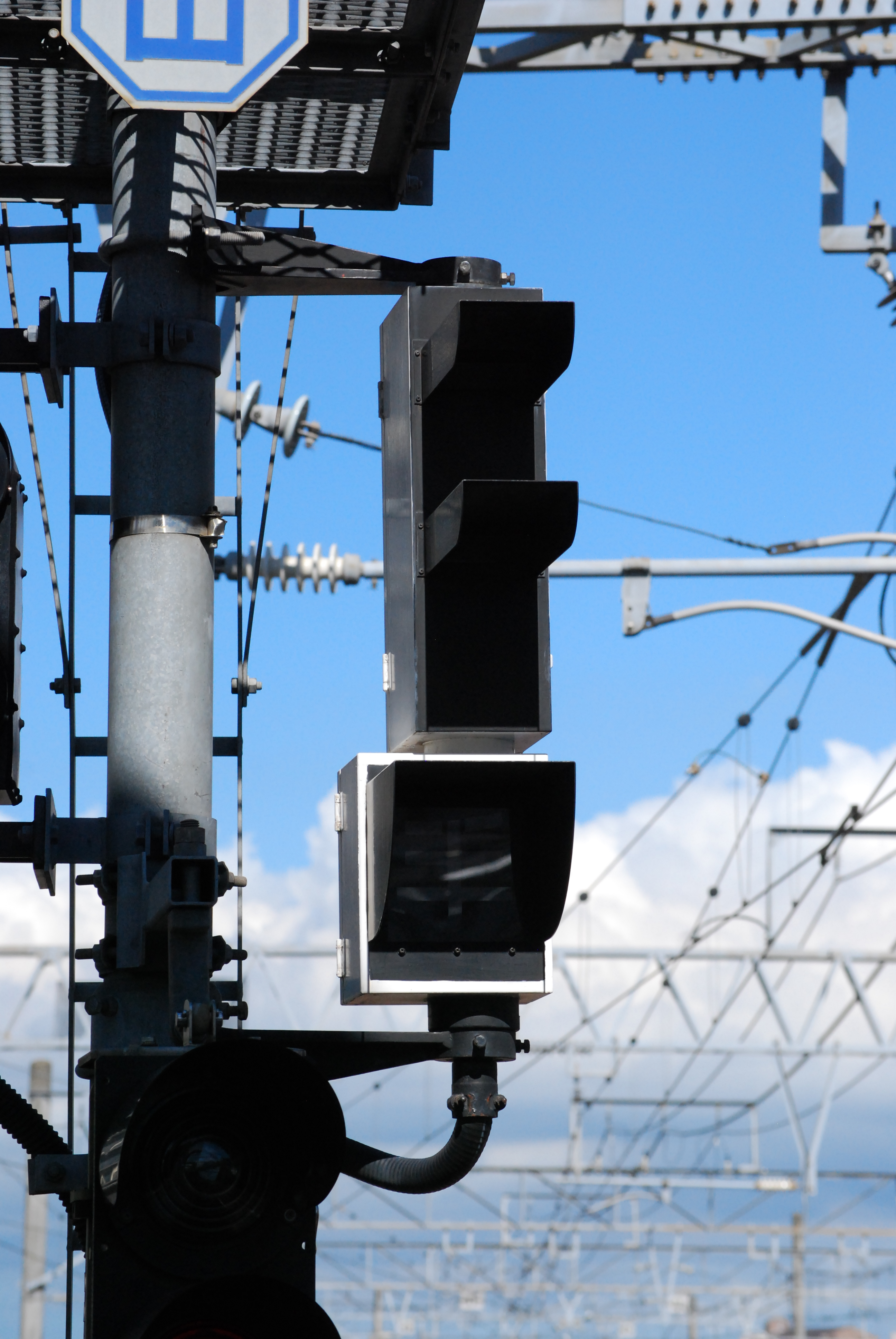
附挂在出发信号机上的代用手信号（手信号代用器）

## 特殊信号
特殊信号是以保护列车为目的而使用的。以下是特殊信号的种类和表示方式。

### 发炎信号
信号炎管（即火炬信号）发出的红色火焰来表示停止信号，分乘务员携带的“携帯用信号炎管”、列车顶部安装的“车辆用信号炎管”、道口附近安装的“地上用信号炎管”三种。信号炎管和汽车用的“紧急保安炎筒（也被称作发火筒）”是两个不同的东西。
另外发炎信号也可以用来表示列车停止的限界（例如，根据传令法，救援列车开到故障列车旁停止时，救援列车的停止限界用发炎信号表达）。

### 发报信号
也有通过无线通信，使用警报音来表示停止信号的，被称为“防护无线”的一种信号。乘务员在发生人身事故之类的情况时，按下乘务员室里搭载的列车防护无线装置的按钮，就会发送无线信号，半径约1km的周边列车就能收到此无线信号，并发出警报音。请参照列车防护无线装置。

### 发光信号
用红色灯的亮灭来表示的停止信号。

#### 特殊信号发光机
为了向司机传达道口沿线发生的异常情况而表现列车停止信号的装置，有时也被简称为“特发”。私铁也常常称为“道口异常警报机”、“道口异常警报灯”等。为了在在来线的异常停止距离600m以外向司机紧急传达信息，它会发出非常明亮的光。发光粒子通常使用高亮度LED。
表示方式是，呈五角形排列的红色灯的连续2个灯逆时针回转点亮的“回转形”（I形），或呈棒状的红色灯亮灭的“点灭形”（II形），或2灯点灭式，私铁也有中心不一样的设计存在。
另外，私铁中，当道口正常运转时，私铁有义务标示列车可以进入，需要安装道口合图。多数私铁使用×型亮灯，西武铁道和南海电铁有不一样的设计。详请参照“平交道”。
特殊信号发光机有各种各样的用途。
| 使用用途   | 功能 |
| ---------- | --- |
| 道口用     | 按下紧急按钮和道口内有驻留的汽车之类的情况下，装置在道口中间的道口障碍物检知装置能检测到汽车，发出停止的信号。 |
| 落石警报用 | 在有危险的山脚下布设落石检测线等，该线被切断时就会检测到落石，并发出停止信号。                                 |
| 强风用     | 在桥梁上，当比规定风速更强的强风吹起时，用来发出停止信号。                                                     |
| 站台用     | 主要在场内信号机附近的“站台中继”处装置，站台的列车紧急停止警报装置和掉落检测毯联动来表示停止信号。             |
| 限界支障用 | 双复线区间等列车的运转辆数较多的地方装置，为防止列车的脱轨事故等发生后的二次灾害而检测事故，并表示停止信号。   |

另外，有为保护列车免受长大隧道中的障碍所造成的事故而在隧道入口设置的特殊信号发光机，和监测施工、船撞击桥梁而造成线路歪曲等桥梁偏位用特殊信号发光机等。

### 发雷信号
使用信号雷管（即响墩）的爆音来表示停止信号。当列车的车轮碾上信号雷管时，会立即爆炸，产生巨大的声响。但是，和近年防护无线等技术的发达相比，发雷信号的使用已经很少了。

## 关联项目
- 信号保安
- 列车保安方式
- 铁路信号机
- 联动装置
- 路径信号
- 速度信号
- 无闭塞运转
- 手旗